# Библиотека Дома Народне скупштине Србије
Библиотека Дома Народне скупштине Републике Србије је специјализована парламентарна библиотека затвореног типа.

## Историјат
Библиотека је била планирана као део Парламента још 1901. године, приликом пројектовања зграде скупштине, а након завршетка градње 1936. смештена је у собу број 17, када је званично основана читаоница и библиотека. Фонд је формиран од књига библиотека Народне скупштине Краљевине Југославије, као и књига које су припадале Краљевини Србији и Кнежевини Србији пре тога. Данас библиотека садржи око 60 хиљада књига, и вредну збирку стенографских белешки од почетка развоја парламентаризма у Србији, старе уставе, зборнике и периодичне публикације. Прва уписана књига у инвентар је Наш политички буквар Мил. Р. Веснића из 1891. 
Библиотекари су били:
- Драгиша Стојадиновић
- Драгутин Ј. Илић
- Бранислав Нушић
- Драгиша Лапчевић

Фонд библиотеке могу користити народни посланици, научни радници и сви заинтересовани чији захтев одобри генерални секретар Срђан Смиљанић. Тренутни начелник библиотеке је Јелена Марковић. Библиотеку може да посети ко жели сваке прве суботе у месецу.

## Извори
1. ↑  „Narodna skupština Republike Srbije | Biblioteka Narodne skupštine”. www.parlament.gov.rs. Приступљено 2025-05-28.
2. ↑  „Србија и култура: Уметнички живот Дома Народне скупштине Србије о којем се мало говори”. BBC News на српском (на језику: српски). Приступљено 2025-05-28.